# Bricy
Bricy – miejscowość i gmina we Francji, w Regionie Centralnym, w departamencie Loiret.
Według danych na rok 1990 gminę zamieszkiwało 456 osób, a gęstość zaludnienia wynosiła 36 osób/km² (wśród 1842 gmin Regionu Centralnego Bricy plasuje się na 713. miejscu pod względem liczby ludności, natomiast pod względem powierzchni na miejscu 1004.).